# 장단군 (대한민국)
장단군(長湍郡)은 대한민국 경기도에 있는 대한민국의 군이다. 이북5도위원회가 관리하는 명목상의 행정 구역이다. 경기도 북서부에 위치한 군으로, 면적은 722km2이며, 10개 면, 67개 리를 관할한다. 군청소재지는 장단면 도라산리이나, 현재는 경기도 파주시에 편입된 상태이다.
1945년 11월 4일에 재조선 미국 육군사령부 군정청의 관할하에 있던 경기도 장단군의 38선 이남 지역을 기반으로 하여 신설되었으나, 1950년에 6.25 전쟁이 발발하면서 장단군 전부가 조선민주주의인민공화국의 지배하에 들어갔다. 뒤이어 1953년 7월 27일에 체결된 한국 군사 정전에 관한 협정에 따라 한반도 군사 분계선 이남 지역이 된 장단군은 민간인출입통제구역으로 설정되면서 정상적인 기능을 하지 못하면서 이름뿐인 행정 구역으로 남아 있다가 이웃한 연천군, 파주군에 편입되었고, 1972년 12월 28일을 기해 폐지되었다. 그러나 대한민국 이북5도위원회에서는 1945년 8월 15일 광복 당시의 행정 구역에 따라 명목상 경기도 장단군을 관할하고 있다.

## 역사
1945년 9월 2일에 미국과 소련이 한반도를 분할 점령함으로써 38선 이남에 있던 경기도 장단군 장단면·군내면·진동면 전부, 장남면·진서면·장도면 일부분이 재조선 미국 육군사령부 군정청 관할 아래, 38선 이북에 있던 대남면·강상면·소남면·대강면 전부, 진서면·장도면·장남면 일부분이 소비에트 민정청 관할 아래 들어갔다. 이어 1945년 11월 4일에는 장도면의 38선 이남 지역, 개풍군 영남면이 진서면에 편입되었다. 소비에트 민정청에서 관할하던 38선 이북의 장단군 강상면·대강면·대남면·소남면·장도면, 개풍군 영남면·영북면·북면은 1945년 9월에 황해도 금천군 관할로 있었다가 같은 해 11월에 황해도 장풍군으로 통합되었는데, 1952년 12월에 조선민주주의인민공화국에서 실시된 군면리 대폐합에 따라 장단군 진서면과 개풍군 봉동면·상도면·중면·흥교면·임한면이 판문군으로 개편되었다.
1953년 7월 27일에 체결된 한국 군사 정전에 관한 협정에 따라 한반도 군사 분계선 이남 지역이 된 장단군은 민간인출입통제구역으로 설정되면서 정상적인 기능을 하지 못했다. 판문점이 위치한 진서면 대부분이 한반도 군사 분계선 이북 지역이 되었고, 극히 일부만이 수복지구가 된 대강면과 장도면 모두 한반도 비무장 지대에 편입되었다. 1954년 11월 17일에는 장단군 강상면·대강면·장도면에 위치한 수복지구와 장남면 판부리가 연천군에 편입되었는데, 강상면에 속해 있던 수복지구는 연천군 왕징면에, 장단군 대강면·장도면에 속해 있던 수복지구, 장남면 판부리는 연천군 백학면에 각각 편입되었다. 1963년 1월 1일에는 장단군 군내면이 파주군 임진면에, 장단군 장남면이 연천군 백학면에 각각 편입되었다. 1972년 12월 28일에는 장단군 진동면 및 장단면·진서면의 수복지구가 파주군에 편입되면서 장단군 자체가 폐지되었고, 파주군 군내면이 임진면에서 분리되어 복구되었다.

## 행정 구역
서쪽은 경기도 개성시, 북쪽은 황해도 금천군에 접하고, 동쪽은 경기도 연천군과 경계를 이루었다. 한편 남동쪽으로는 임진강을 경계로 경기도 파주시와 인접했다. 현재 대한민국의 지배하에 들어간 장단면·군내면·진동면·진서면 극히 일부는 파주시 장단출장소에서, 장남면은 연천군에서, 대강면·장도면의 극히 일부는 연천군 백학면에서 3곳으로 나누어 관할하고 있다. 군사분계선 이북 지역은 옛 개풍군 영북면 월고리 및 연천군 서남면 지역을 합쳐 장풍군이 설치되어 있다.
| 읍면           | 리의 수 | 리(里) | 비고                                                                 |
| -------------- | ------- | --- | -------------------------------------------------------------------- |
| 장단면(長湍面) | 10      | 도라산(都羅山) 동장(東場) 노상(蘆上) 노하(蘆下) 서장(西場) 정동(井洞) 덕산(德山) 거곡(巨谷) 석곶(石串) 강정(江井) | 파주시에 편입 군내면 백연리 장단면(행정면) 설치 장단면 서장리 미수복 |
| 군내면(郡內面) | 7       | 읍내(邑內) 점원(點元) 방목(芳木) 정자(亭子) 백연(白蓮) 송산(松山) 조산(造山)                                      | 파주시에 편입 군내면 백연리 장단면(행정면) 설치 장단면 서장리 미수복 |
| 진동면(津東面) | 5       | 하포(下浦) 동파(東波) 서곡(瑞谷) 초(哨) 용산(龍山)                                                                | 파주시에 편입 군내면 백연리 장단면(행정면) 설치 장단면 서장리 미수복 |
| 진서면(津西面) | 8       | 눌목(訥木) 분지(芬芝) 금릉(金陵) 어룡(魚龍) 경릉(景陵) 전제(田齊) 선적(仙跡) 대원(大院)                           | 금릉리, 어룡리, 선적리 파주시에 편입                                 |
| 장남면(長南面) | 5       | 고랑포(高浪浦) 원당(元堂) 반정(伴程) 판부(板浮) 자작(自作)                                                        | 연천군에 편입 원당리에 면사무소 설치                                 |
| 장도면(長道面) | 10      | 고읍(古邑) 사시(沙是) 석주원(石柱院) 중(中) 상(上) 하(下) 오음(梧陰) 항동(項洞) 매현(梅峴) 두매(杜梅)             | 연천군 백학면에 편입 항동리, 매현리 수복                             |
| 대강면(大江面) | 5       | 청정(靑廷) 나부(羅浮) 포춘(浦春) 우근(禹勤) 독정(篤正)                                                            | 포춘리 연천군 백학면에 편입                                          |
| 강상면(江上面) | 7       | 구화(九化) 마성(馬城) 덕적(德積) 갈운(葛雲) 임강(臨江) 자하(紫霞) 솔랑(率浪)                                      | 전 지역 미수복                                                       |
| 대남면(大南面) | 5       | 위천(渭川) 성곡(聖谷) 석촌(石村) 장좌(長佐) 가곡(佳谷)                                                            | 전 지역 미수복                                                       |
| 소남면(小南面) | 5       | 유덕(有德) 지금(知琴) 홍화(弘化) 박연(朴淵) 두곡(斗谷)                                                            | 전 지역 미수복                                                       |

- 장단면: 현재 실질적인 장단군의 지역이 모두 북한으로 넘어갔기 때문에 파주시에서 장단출장소 형태로 지역을 유지하고 있다. 장단콩이 이 지역의 특산물이었다.[5]
- 대강면·강상면: 대강면과 강상면은 옛 임강현 지역으로, 구한말까지 각각 장단군 대위면·강남면, 강서면·강북면이었던 것이 1914년에 각각 대강면, 강상면으로 통합되었다.[6]
- 대남면·소남면: 대남면과 소남면은 본래 황해도 우봉현 지역으로 1651년 (효종 2년) 이래 금천군에 속하였다. 1796년 (정조 20년) 개성부에 편입되었고,[7] 1906년 장단군에 편입되었다.[8]

## 참고 문헌
- “경기도 내 미수복 시군 소개, 기구 및 정원”. 이북5도위원회.

## 같이 보기
- 장단군
- 장단군의 국회의원